# KO世紀三獸士
《KO世紀三獸士》（日语：KO世紀ビースト三獣士），是一套於1992年5月至1993年11月間，於日本播放的OVA系列動畫。動畫由安利美特與ZERO・G・ROOM共同製作。